# Kamik (miasto Pirot)
Kamik (cyr. Камик) – wieś w Serbii, w okręgu pirockim, w mieście Pirot. W 2011 roku liczyła 55 mieszkańców.